# 市橋 (岐阜市)
市橋（いちはし）は、岐阜県岐阜市の町名。現行行政地名は市橋1丁目から6丁目。郵便番号は500-8381（集配局:岐阜中央郵便局）。

## 地理
岐阜市南西部に位置し、東は本荘西・宇佐4丁目、西は今嶺2丁目、南は薮田東1丁目・江添1丁目、北は西荘2～4丁目に接する。

## 世帯数と人口
2024年（令和6年）4月1日現在の世帯数と人口は以下の通りである。
| 町丁      | 世帯数    | 人口    |
| --------- | --------- | ------- |
| 市橋1丁目 | 213世帯   | 468人   |
| 市橋2丁目 | 69世帯    | 206人   |
| 市橋3丁目 | 165世帯   | 361人   |
| 市橋4丁目 | 236世帯   | 508人   |
| 市橋5丁目 | 155世帯   | 373人   |
| 市橋6丁目 | 222世帯   | 521人   |
| 計        | 1,060世帯 | 2,437人 |

## 学区
市立小・中学校に通う場合、学区は以下の通りとなる。
| 地域 | 小学校             | 中学校             |
| ---- | ------------------ | ------------------ |
| 全域 | 岐阜市立市橋小学校 | 岐阜市立精華中学校 |

## 歴史
市橋の地名は、平安期に荘園「市橋荘」として、1897年（明治30年）から1950年（昭和25年）まで稲葉郡市橋村として存在した。

### 町名の由来
平安期に存在した市橋荘による。

### 沿革
- 1974年（昭和49年）9月14日 - 爪（字茶ノ木・大野・八之坪・徳田）・西荘（字東出雲・門田・赤野）・薮田（字多羅々）の各一部より、市橋1～8丁目が成立[6][4]。

## 施設
- 岐阜市立市橋小学校
- 岐阜南年金事務所
- 市橋ふれあい保健センター
- 岐阜市橋郵便局
- 十六銀行市橋支店
- バロー市橋店
- 三洋堂書店市橋店
- 市橋公民館
- 爪公民館
- 縣神社
- 浄應寺

## 交通

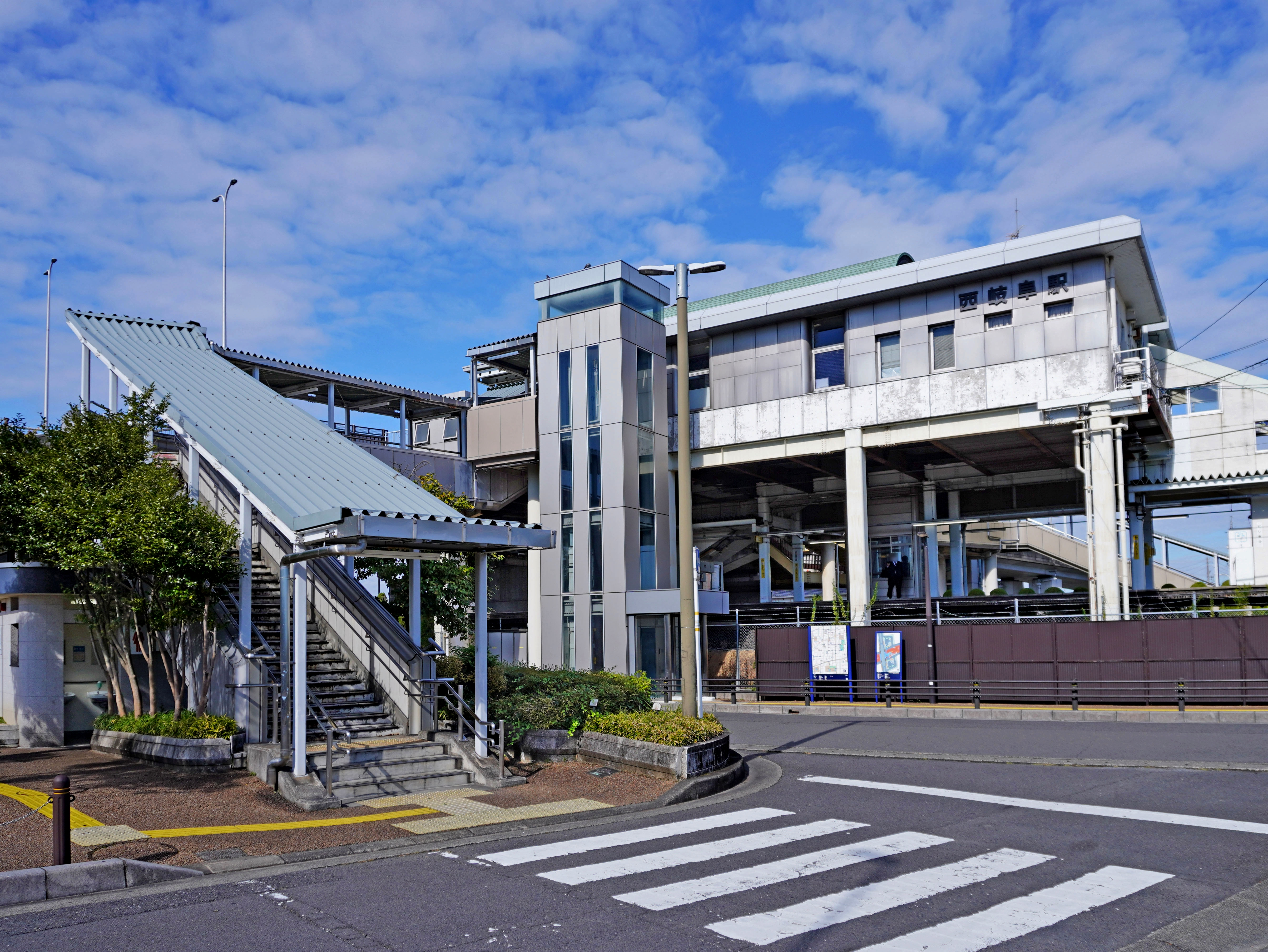
西岐阜駅

### 鉄道
- JR東海道本線 西岐阜駅

### 道路
- 岐阜県道77号岐阜環状線